# Mohamed Yusuf
Mohamed Yusuf, né le 29 janvier 1970 dans le village de Girgiri, dans l'État de Yobe au nord-est du Nigeria et mort le 30 juillet 2009 à Maiduguri, est un prédicateur islamiste nigérian. Il est le fondateur et chef spirituel de Boko Haram, actif dans les États au nord-est du Nigeria.

## Biographie

### Jeunesse et formation
Issu de l'ethnie des Kanuris, il a suivi des études en théologie à Médine en Arabie saoudite.

### Fondation de Boko Haram
En 2002, il fonde le mouvement Boko Haram dont l'idéologie s'inspire du wahhabisme, du salafisme et des taliban,. Mohamed Yusuf réclame une application stricte de la charia, il rejette la modernité, la démocratie — assimilée à la corruption — et les idées de l'Occident. Il s'oppose aux autres prédicateurs, majoritairement quiétistes, et à Izala, un mouvement salafiste et néohanbaliste. À plusieurs reprises des membres d'Izala ou des confréries soufies Tidjaniyya et Qadiriyya sont assassinés par des adeptes de Boko Haram,,,,.

### Démêlés avec les autorités
De 2003 à 2009, de violents heurts opposent les membres de son groupuscule aux forces de sécurité.
En 2006, selon le journal Libération, Mohamed Yusuf aurait été identifié comme le leader spirituel des Talibans nigérians et arrêté. Il fait l'objet d'une enquête pour avoir participé à des activités supposées illégales, mais l'instruction est abandonnée. Il est arrêté à plusieurs reprises, notamment le 13 novembre 2008, pour « rassemblements illégaux » et « troubles à l'ordre public », mais relâché sur décision de la cour.
En 2008, son groupe attaque un poste de police à Maiduguri. 17 islamistes sont tués au cours de l'assaut. Mohamed Yusuf est arrêté le 13 novembre 2008 pour « rassemblements illégaux » et « troubles à l'ordre public » et est transféré à Abuja, centre du pouvoir judiciaire. Il est toutefois à nouveau relâché sur décision de la Cour.

### 2009: le tournant
En 2009, il participe à un débat théologique avec plusieurs religieux de la ville de Bauchi où ses adversaires cherchent à le ridiculiser. Il décide de monter une expédition armée en représailles mais ses hommes se heurtent aux forces de sécurité qui ont éventé l'action. Le gouvernement décide de mettre fin aux activités de la secte et l'affrontement se transforme en guerre ouverte. Le 26 juillet, il coordonne les attaques simultanées de son groupe contre les autorités dans quatre provinces au nord du pays. Le leader appelle à un changement de la « démocratie » et du « système d'éducation ». De même, il n'hésite pas à menacer de mort les imams qu'il juge modérés.
Les combats durent cinq jours et entraînent la mort de plus de 700 personnes dont au moins 300 membres de la secte.

### Mort
Mohamed Yusuf est capturé à Maiduguri, capitale de l'État de Borno, par les autorités nigérianes dans la journée du 30 juillet 2009. Il est exécuté par balles peu de temps après. Sa mort est confirmée par les autorités.
Selon la version officielle du gouvernement nigérian, Mohamed Yusuf aurait été abattu par ses geôliers alors qu'il tentait de s'évader. La véracité de cette version est mise en doute par des défenseurs des droits de l'homme qui estiment que Yusuf aurait été exécuté.

### Famille
Mohamed Yusuf était marié a quatre femmes et était père de 12 enfants, dont l'aîné, Abou Mosab al-Barnaoui, devient chef de l'État islamique en Afrique de l'Ouest.